# Fürstenbrunn
Fürstenbrunn ist ein Dorf im Salzburger Becken und Ortsteil der Gemeinde Grödig im Bezirk Salzburg-Umgebung (Flachgau).

## Geographie
Fürstenbrunn befindet sich  etwa 7 Kilometer südwestlich des Salzburger Stadtzentrums, 3 Kilometer westlich von Grödig hinter Glanegg, am nördlichen Fuß des Untersbergs auf um die 450 m ü. A. Das Dorf liegt etwas versteckt in der Talung des Oberlaufs der Glan, hier Glanbach genannt. Gegen Grödig ist es durch den Nordgrat des Salzburger Hochthrons (bzw. Geiereck), dem auch österreichischen Gipfel des Untersbergs, und den Glanegger Schlossberg getrennt, gegen Westen durch den ausgedehnten bewaldeten Nordwestfuß des Untersbergmassivs von Großgmain und dem Reichenhaller Becken abgeschirmt, im Norden des Orts erstrecken sich Großgmainberg (502 m ü. A.) und Kleingmainberg (ca. 460 m ü. A.) als Ausläufer, bis an die Tauern Autobahn (A10) und das Salzburger Moos (Leopoldskroner oder älter Untersberger Moos).
| Fürstenbrunn gehört zur Ortschaft und Katastralgemeinde Glanegg. Grödig hat vier Ortschaften. Ortsüblich gilt Fürstenbrunn als eigenständiger Ortsteil und ist als solcher in den fünf Wässern vertreten, die dem marmornen Löwenkopf des Gemeindewappens entströmen. |

Nachbarorte
| Gois (Gem. Wals-Siezenheim)               | Hammerauersiedlung (Stt. Leopoldskroner-Moos, Salzburg) |         |
| Marzoll (Gem. Großgmain) Großgmain (Gem.) | Kompassrose, die auf Nachbargemeinden zeigt             | Glanegg |
|                                           |                                                         |         |

## Geschichte und Sehenswürdigkeiten

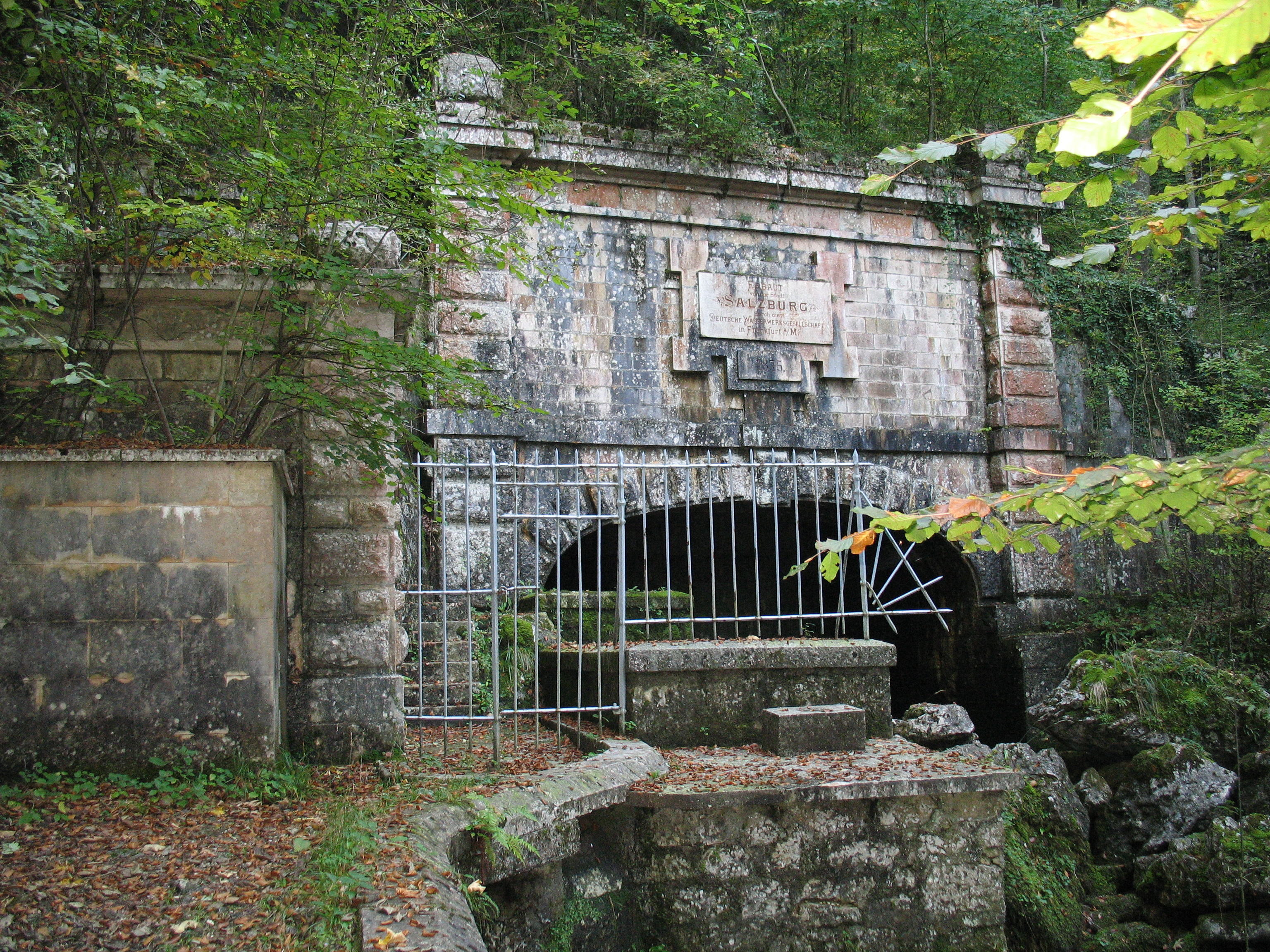
Fassung der Quelle Fürstenbrunn, erbaut 1874/75

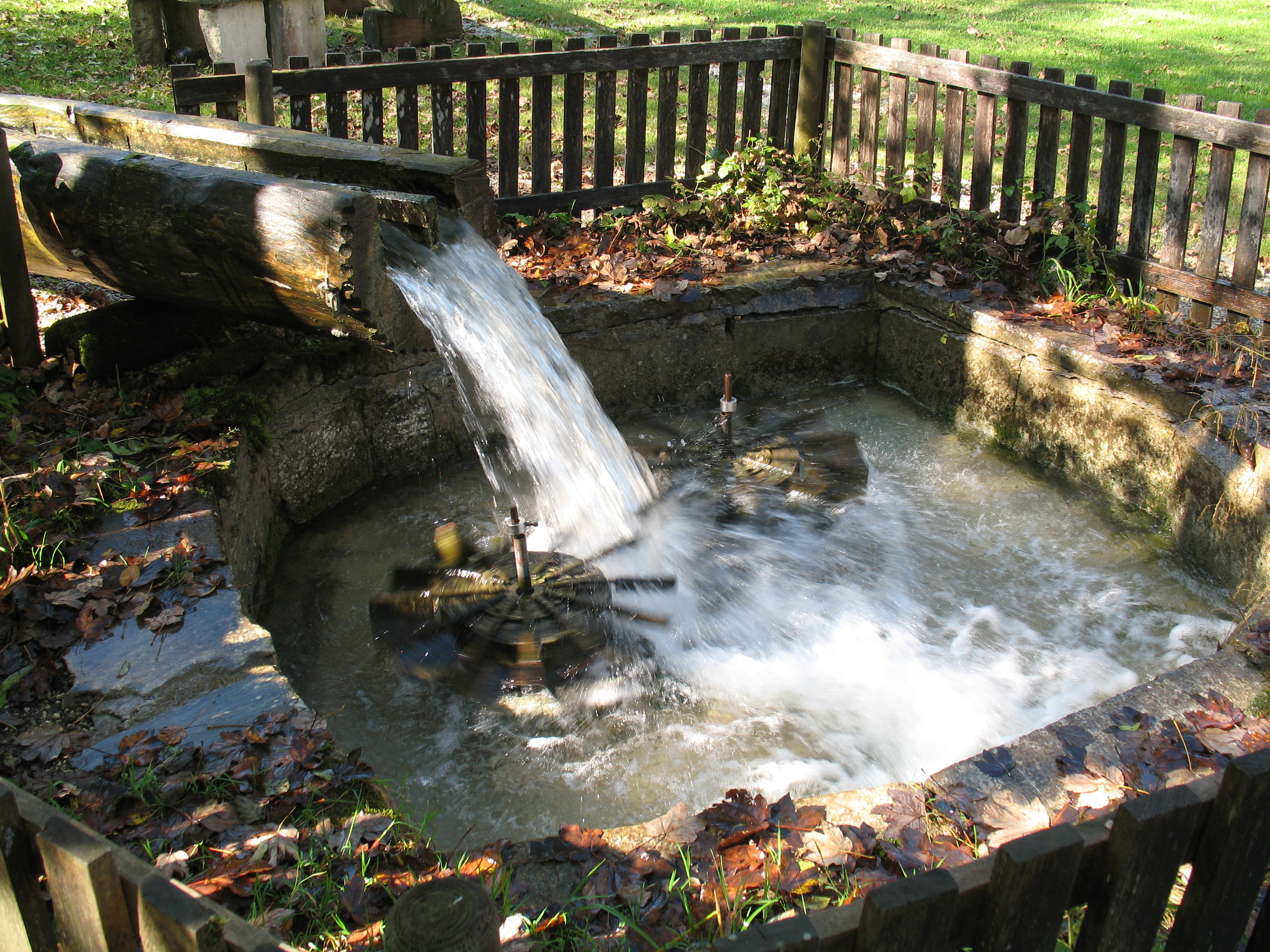
Kugelmühle in Fürstenbrunn

Der Name leitet sich von der Rolle der Trinkwasserquelle am Untersberg her. Das Quellwasser wurde nicht nur für die Trinkwasserversorgung genutzt, sondern auch in Behälter abgefüllt und in andere europäische Regionen geliefert. So findet sich beispielsweise eine Anzeige in der Königlich privilegierten Berlinischen Zeitung: „Fürstenbrunn. Vornehmstes Tafelwasser für die Gesellschaftssaison“.
Die Quellfassung eines der drei Zuflüsse der Glan gibt es in der heutigen Form seit 1875. Sie diente noch bis ins späte 20. Jahrhundert der Nutzung für die Trinkwasserversorgung der Stadt Salzburg durch die Stadtwerke (Salzburg AG), heute erfolgt diese nur mehr über etwas weiter östlich in Glanegg gelegene Grundwasserbrunnen.
Fürstenbrunn ist bekannt für das Untersbergmuseum mit seiner Marmorkugelmühle, seine Marmorsteinbrüche (Untersberger Marmor seit keltisch-römischer Zeit mit Verarbeitungsbetrieben in der Gemeinde Oberalm). Auf dem Hügel nordöstlich Fürstenbrunn steht Schloss Glanegg. 
Fürstenbrunn ist Endpunkt der Skipiste vom Untersberg, die von der Untersbergbahn von Grödig aus auf das Geiereck (1805 m ü. A., Vorgipfel des Salzburger Hochthrons) erschlossen ist – von hier gelangt man per Pendelbus zurück zur Talstation in St. Leonhard (Gemeinde Grödig). 
Am Nordfuß des Untersbergs befindet sich der Bundesheer-Schießplatz Glanegg.
Der Ort liegt als Enklave mitten im Landschaftsschutzgebiet Untersberg (LSG 51), was eine strenge Baubeschränkung bedeutet, sodass er seine naturnahe Lage in Zukunft behalten wird.

## Kultur
Fürstenbrunn ist der Sitz der bekannten Krampusgruppe Fürstenbrunner Dorcha Pass, die Jahr für Jahr immer am 5. und 6. Dezember mit dem heiligen Nikolaus durch die Gemeinde zieht und die Kinder besucht.

## Nachweise
- Ernst Bruckmüller (Hrsg.): Österreich-Lexikon. In drei Bänden. Band I, S. 536.
- 50314 – Grödig. Gemeindedaten der Statistik Austria
- Fürstenbrunn. In: Salzburger Nachrichten: Salzburgwiki.

1. ↑  Siehe Chronik, groedig.at > Allgemeines, erste Absätze;
da es aber zur Ortschaft Glanegg gehört, bei der es amtlich-statistisch mitgezählt wird, gibt es wenig genaue Zahlen zu Einwohnerschaft und Gebäuden.
2. ↑  Anzeige (unten rechts) zum Tafelwasser Fürstenbrunn. In: Vossische Zeitung, 5. Dezember 1902.
3. ↑  Landschaftsschutzgebiet Untersberg im Naturschutzbuch des Landes Salzburg
4. ↑  Fürstenbrunner Dorcha-Pass